# ماریبل مارتین
ماریبل مارتین (اسپانیایی: Maribel Martín‎؛ زادهٔ ۱ نوامبر ۱۹۵۴) بازیگر اهل اسپانیا است.
از فیلم‌هایی که وی در آن نقش داشته است، می‌توان به خانواده بزرگ، سه عضو صلیب سرخ و سفر به هیچ‌کجا اشاره کرد.